# اسکار گوستافسون
اسکار گوستافسون (انگلیسی: Oscar Gustafsson; ۲۵ سپتامبر ۱۸۸۹ – ۱۲ نوامبر ۱۹۵۳) بازیکن فوتبال اهل سوئد بود.
از باشگاه‌هایی که در آن بازی کرده‌است می‌توان به باشگاه فوتبال دیورگاردن اشاره کرد.